# Septoria scutellariae
Septoria scutellariae är en svampart som beskrevs av Thüm. 1880. Septoria scutellariae ingår i släktet Septoria och familjen Mycosphaerellaceae.   Inga underarter finns listade i Catalogue of Life.